# Certificato verde
Un certificato verde è una forma di incentivazione di energia elettrica da fonti rinnovabili, per i produttori e distributori; si tratta di titoli negoziabili, il cui utilizzo è diffuso in molte nazioni, ad esempio nei Paesi Bassi, Svezia, Italia ed UK.

## Descrizione
Si tratta di certificati che corrispondono ad una certa quantità di emissioni di CO2: se un impianto produce energia emettendo meno CO2 di quanto avrebbe fatto un impianto alimentato con fonti fossili (petrolio, gas naturale, carbone ecc.) perché "da fonti rinnovabili", il gestore ottiene dei certificati verdi che può rivendere (a prezzi di mercato) a industrie o attività che sono obbligate a produrre una quota di energia mediante fonti rinnovabili, ma non lo fanno o non possono farlo autonomamente.
In Italia i certificati verdi sono emessi dal Gestore dei Servizi Energetici (GSE) su richiesta dei produttori di energia da fonti rinnovabili.
I Certificati Verdi sono introdotti dal decreto di liberalizzazione del settore elettrico noto come Decreto Bersani. Il decreto di attuazione della direttiva 96/92/CE stabilisce che i produttori possano richiedere i certificati verdi per 8 anni (per impianti entrati in servizio o revisionati dopo l'aprile del 1999) e per 15 anni per impianti successivi al 31/12/2007 (norma in finanziaria 2008). I certificati verdi permettono alle imprese che producono energia da fonti convenzionali (petrolio, carbone, metano, eccetera) di rispettare la legge che obbliga ogni produttore o importatore di energia a usare fonti rinnovabili per il 2%.
L'impresa produttrice di energia acquista, presso la borsa gestita dal Gestore dei Mercati Energetici (GME), i certificati verdi che le occorrono per raggiungere la soglia del 2% della propria produzione. La quota del 2% si incrementa ogni anno, dal 2004, di 0,35% punti percentuali. I certificati verdi possono essere accumulati e venduti successivamente, ad esempio quando il valore sia cresciuto a seguito della domanda di mercato. Nel 2005 il valore è stato fissato dal mercato a 108,92 €/MWh al netto dell'IVA per 86.136 certificati verdi emessi per complessivi 4.308 GWh. Al 2006 con gli impianti certificati come fonti rinnovabili producevano 3.212 GWh di energia idroelettrica (35%), 2.440 GWh energia eolica (27%), 1.297 GWh con biomasse (14%), 943 GWh energia geotermica (10%), 745 GWh biogas (8%), 521 GWh con l'energia da rifiuti (6%) e 2,7 GWh energia solare.
Il prezzo dei certificati verdi è stato pari a circa 125 €/MWh nel 2006, valore a cui va aggiunto il prezzo di cessione dell'energia elettrica sul mercato (oltre 70 €/MWh), per un totale di circa 200 €/MWh. Dal 2009 il prezzo del certificato sommato a quello dell'energia elettrica ceduta sul mercato sarà al massimo 180 €/MWh.
Il risultato di questa politica è la creazione di un mercato in cui alcuni possono vendere l'energia con maggiori margini di profitto rispetto ad altri, in modo da incentivare, almeno in teoria, modi di produzione dell'energia che dovrebbero contribuire a ridurre la quantità di gas-serra (anidride carbonica ed altri).
In altri termini lo scopo è di utilizzare i meccanismi del libero mercato per incentivare determinati processi produttivi dell'energia, evitando un intervento diretto dello Stato, ma si manifestarono alcune distorsioni, vanificando in parte lo scopo primario di riduzione dei gas serra. Infatti a causa della normativa italiana che concedeva questi sussidi anche alle fonti cosiddette assimilate alle rinnovabili (definizione tutta italiana e senza riscontri in Europa) una gran parte dei fondi sono stati destinati in modo controverso anche ad attività quali la combustione di scorie di raffineria, sanse ed all'incenerimento dei rifiuti.
Poiché tale incentivazione durerà ancora molti anni, attualmente ci si trova nella situazione paradossale in cui ad esempio scarti di raffineria, per il cui smaltimento in tutto il mondo i produttori erano costretti ad accollarsi dei costi, in Italia vengono bruciati ricevendo anche dei finanziamenti. Successivamente un secondo decreto Bersani ha corretto (per il futuro) questo errore eliminando le "assimilate" e mantenendo unicamente il termine "rinnovabili".
L'incentivazione, se diventa eccessiva – ad esempio perché nel frattempo il costo della tecnologia cala molto – può provocare altre distorsioni, ad esempio nel caso dell'eolico. Nel caso dell'energia eolica, garantire dei margini di profitto più alti comporta direttamente l'ampliamento delle aree del territorio nazionale dove è conveniente installare un impianto eolico; l'incentivazione deve quindi essere calibrata sulla base del territorio che si vuole assegnare a questo settore, della produzione che si vuole raggiungere, dei costi che si vogliono sostenere, per evitare conseguenze indesiderabili, a partire dalla degradazione di territori o paesaggi di grande valore (molto diffusi in Italia), a danno del settore culturale e turistico, fino a vere e proprie forme di speculazione.
D'altro canto, il meccanismo dei certificati verdi può non essere sufficiente per incentivare fonti rinnovabili meno mature industrialmente, come il solare termodinamico, ed è perciò solo uno dei metodi da considerare per una politica di incentivazione equilibrata.